# Plebiscyt Przeglądu Sportowego 1990
56. Plebiscyt Przeglądu Sportowego na najlepszego sportowca Polski zorganizowano w 1990 roku.

## Wyniki
1. Wanda Panfil - lekkoatletyka (437 361 pkt.)
2. Marek Piotrowski - kick-boxing (393 128)
3. Andrzej Grubba - tenis stołowy (350 234)
4. Artur Wojdat - pływanie (289 587)
5. Włodzimierz Skalik - sporty lotnicze (284 919)
6. Przemysław Saleta - kick-boxing (218 546)
7. Dorota Idzi - pięciobój nowoczesny (198 195)
8. Waldemar Legień - judo (180 904)
9. Maciej Freimut - kajakarstwo (135 104)
10. Piotr Piekarski - lekkoatletyka (116 409)